# Helcococcus kunzii
Helcococcus kunzii è una specie di batterio appartenente alla famiglia delle Peptostreptococcaceae.